# Саноцкий, Антон Степанович
Антон Степанович Саноцкий (1861—1935) — русский физиолог, доктор медицины, профессор, директор Новоалександрийского института сельского хозяйства и лесоводства; действительный статский советник.

## Биография
Родился 7 марта 1861 года в крестьянской семье села Дьяконово Грубешовского уезда Люблинской (впоследствии Холмская губерния. Окончив в 1878 году Холмскую гимназию, он поступил на медицинский факультет Императорского Варшавского университета, который успешно окончил в 1883 году и 10 января 1884 года поступил на действительную службу младшим врачом одного из пехотных полков. В следующем году он был переведён в Варшаву ординатором Уяздовского военного госпиталя. Работая ординатором, он одновременно был секретарём Русского медицинского общества при Варшавском университете (в 1888—1889 годах), читал лекции по анатомии и патологии в фельдшерской школе и занимался в лаборатории общей патологии Варшавского университета.
В 1890 году Саноцкий был прикомандирован к Военно-медицинской академии для изучения военно-полевой хирургии и занимался под руководством И. П. Павлова. В 1892 году он защитил диссертацию на степень доктора медицины по теме «Возбудители отделения желудочного сока» и в следующем году был назначен старшим ординатором военного госпиталя в Киеве, а ещё через год — адъюнкт-профессором Новоалександрийского института сельского хозяйства и лесоводства по кафедре физиологии животных, имея чин надворного советника.
Продолжая работу в Новоалександрийском институте, Саноцкий был произведён в коллежские, а затем в статские советники, а 1 января 1907 года получил чин действительного статского советника. В том же году Саноцкий сменил А. И. Скворцова на посту директора Новоалександрийского института, и возглавлял его в течение трёх лет, а 7 июля 1911 года был по прошению уволен от службы.
Два года спустя Саноцкий получил предложение Воронежского сельскохозяйственного института Императора Петра I возглавить кафедру анатомии и физиологии сельскохозяйственных животных и 1 мая 1913 года вновь вернулся на службу, проработав в Воронеже на протяжении десяти лет. В 1923 году он стал профессором Белорусского государственного института сельского и лесного хозяйства (Минск), а после его слияния в 1925 году с Горы-Горецким сельскохозяйственным институтом перешёл в Горки заведующим кафедрой анатомии и физиологии, возглавлял её до конца жизни.
Скончался 29 мая 1935 года. Похоронен на Введенском кладбище (15 уч.).

## Библиография

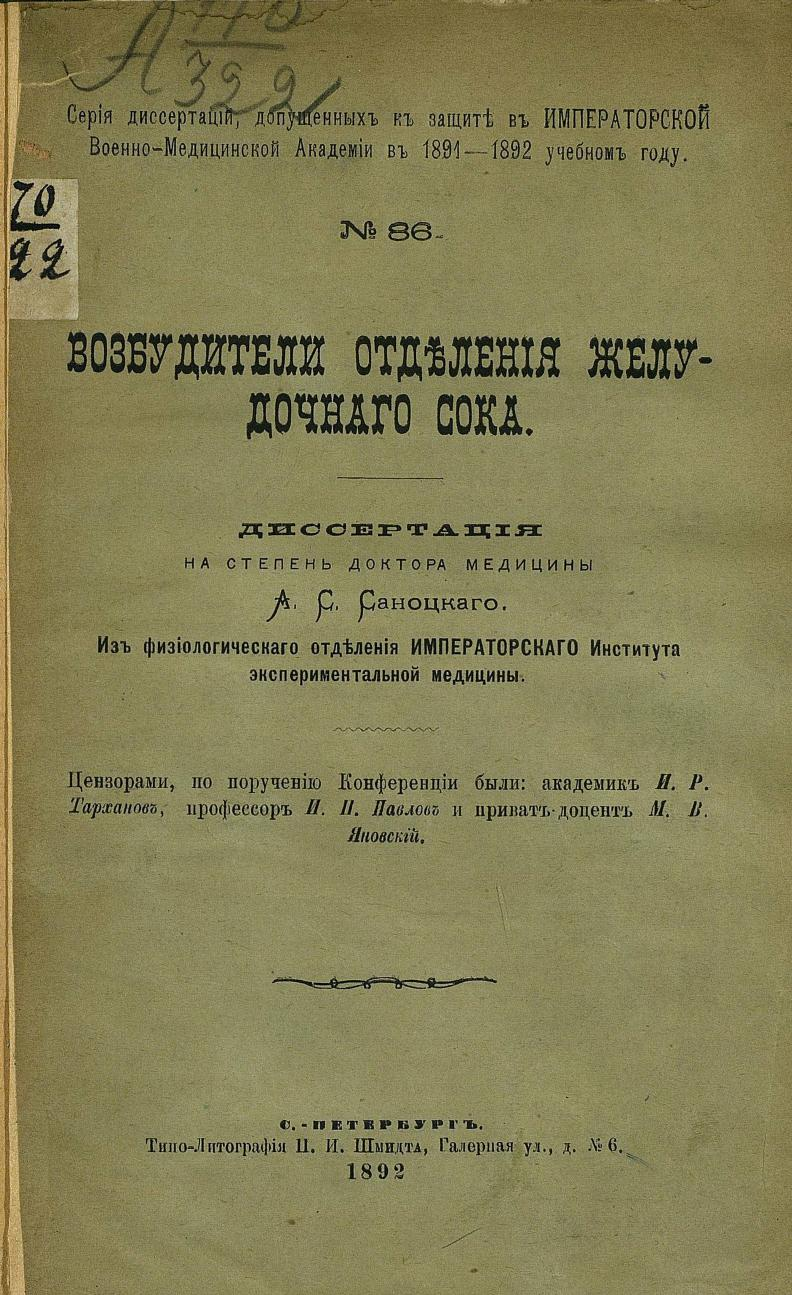
Диссертация А.С. Саноцкого

## Награды
- Орден Святой Анны 3-й степени (1898)
- Орден Святого Станислава 2-й степени (1903)
- Орден Святой Анны 2-й степени (1911)
- Орден Святого Владимира 4-й степени (1915)
- медали в память царствования Императора Александра III и в память 300-летия царствования Дома Романовых.